# SK 라피트 빈
SK 라피트 빈(SK Rapid Wien)은 오스트리아의 축구 클럽으로 수도인 빈을 연고로 하고 있다. 이 클럽은 아우스트리아 빈과 함께 빈의 유명한 두 팀 가운데 하나이며 라피트 빈은 영어로 래피드 비엔나(Rapid Vienna)라고 불리기도 한다.

## 역사
라피트 빈은 1898년에 Erster Wiener Arbeiter-Fußball-Club(First Workers' Football Club of Vienna)라는 이름으로 창단되었다. 팀의 초기 색깔은 빨강과 파랑으로 원정경기 유니폼에 지금도 사용된다. 1899년 1월 8일에 클럽의 명칭이 현재의 명칭으로 변하게 되었다.

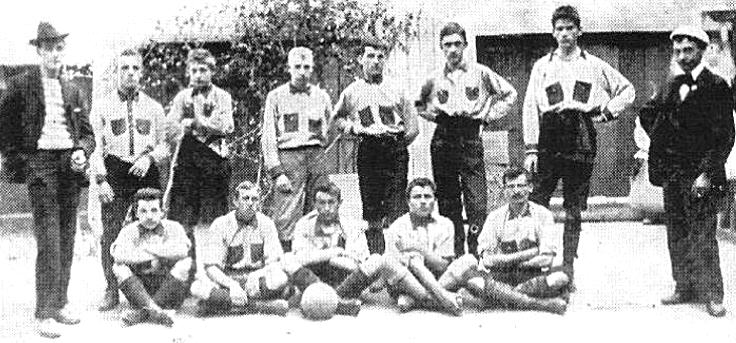
1898년의 1. Arbeiter FC

## 역대 성적
라피트 빈은 오스트리아 리그 우승 32회 기록하였는데, 이는 오스트리아 최다 우승기록이다.

#### 국내 대회
- 오스트리아 챔피언십

우승 (32회) : 1912, 1913, 1916, 1917, 1919, 1920, 1921, 1923, 1929, 1930, 1935, 1938, 1940, 1941, 1946, 1948, 1951, 1952, 1954, 1956, 1957, 1960, 1964, 1967, 1968, 1982, 1983, 1987, 1988, 1996, 2005, 2008
준우승 (24회) : 1914, 1918, 1928, 1933, 1934, 1947, 1949, 1950, 1958, 1959, 1965, 1966, 1973, 1977, 1978, 1984, 1985, 1986, 1997, 1998, 1999, 2001, 2009, 2012, 2014, 2015,
2019, 2020
- 오스트리아 컵

우승 (14회) : 1919, 1920, 1927, 1946, 1961, 1968, 1969, 1972, 1976, 1983, 1984, 1985, 1987, 1995
- 오스트리아 슈퍼컵

우승 (3회) : 1986, 1987, 1988

#### 유럽 대회
- UEFA 챔피언스리그

4강 (1회) : 1960-61
8강 (3회) : 1955-56, 1968-69, 1983-84
- UEFA 컵 위너스컵

준우승 (2회) : 1984-85, 1995-96
8강 (2회) : 1966-67, 1985-86

## 선수 명단

### 현역
참고: FIFA 자격 규정에 따라 소속된 국가대표팀 국기를 표시합니다. 선수는 복수의 FIFA 비회원국 국적을 가지고 있을 수 있습니다.
| 번호 | 포지션 | 국적 | 이름              |
| ---- | ------ | ---- | ----------------- |
| 9    | FW     |      | 귀도 부르크슈탈러 |
| 24   | MF     |      | 데니스 케이긴     |

| 번호 | 포지션 | 국적 | 이름 |
| ---- | ------ | ---- | ---- |

## 역대 감독
| 감독                | 임기      |
| ------------------- | --------- |
| 요제프 우리딜       | 1953~1954 |
| 막스 메르켈         | 1956~1958 |
| 한스 크랑클         | 1989~1992 |
| 로타어 마테우스     | 2001~2002 |
| 요제프 히커스베르거 | 2002~2005 |
| 조란 바리시치       | 2013~2016 |
| 미케 뷔스켄스       | 2016      |
| 조란 바리시치       | 2022~2023 |
| 로베르트 클라우스   | 2023 ~    |